# Nyckelharpa

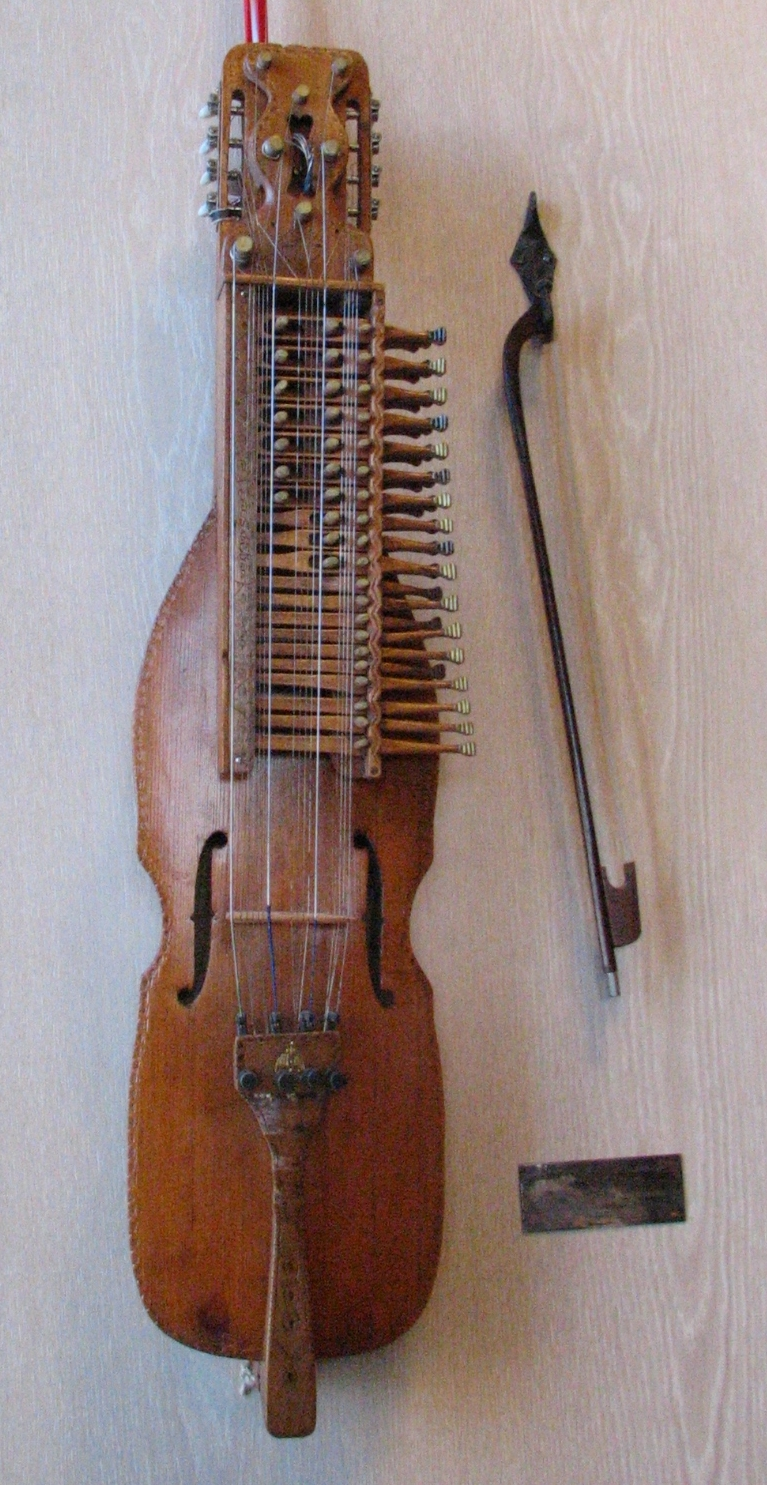
O Nyckelharpa

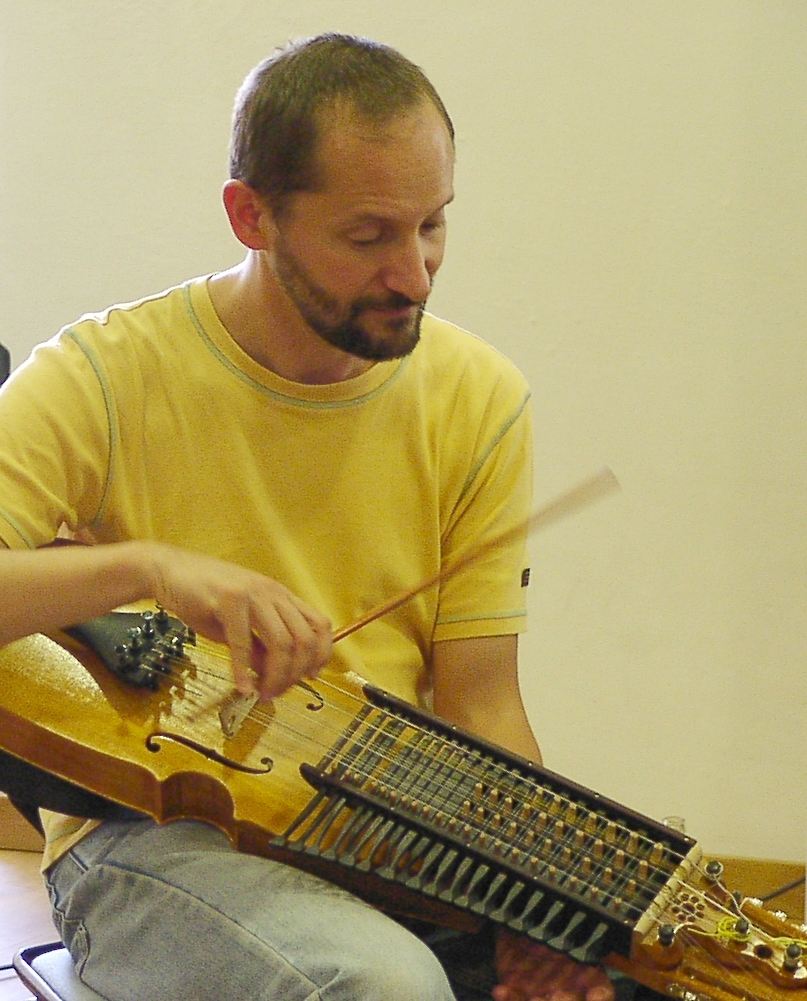
Marco Ambrosini - (Nyckelharpa de Annette Osann)

O nyckelharpa (literal „harpă cu cheie”, plural nyckelharpor), câteodată numită și vioară cu cheie, este un instrument muzical tradițional suedez. Este un instrument cu coarde, asemănătoare voirilor sau unei lire bizantine.
Nyckelharpa, împreună cu cheia sa de tonalități, apare pe reversul bancnotei de 50 de coroane suedeze.